# Parancistrocerus guangxiensis
Parancistrocerus guangxiensis (лат.) — вид одиночных ос рода Parancistrocerus (Eumeninae, Vespidae). Юго-Восточная Азия: Китай (Guangxi). Мелкие осы (длина менее 1 см; самка 7 мм; самец неизвестен). Основная окраска чёрная со светлыми отметинами. Брюшко стебельчатое. От близких видов отличается следующими признаками: клипеус жёлтый; пунктировка на срединной субвершине тергита Т2 значительно плотнее, чем на других частях Т2; тергит Т1 редко пунктирован. Затылочный киль неполный, исчезающий на вершине. Вершина тергитов Т2 и Т3 не удлинена мезально. Вторая субмаргинальная ячейка переднего крыла нестебельчатая. На передней части переднеспинки есть пара срединных ямок. Вид был впервые описан в ходе ревизии юго-восточно-азиатских видов, проведённой в 2019 году энтомологами Т.Ли (Chongqing Normal University, Chongqing, КНР) и Джеймсом Карпентером (Division of Invertebrate Zoology, American Museum of Natural History, Нью-Йорк, США). Осы Parancistrocerus строят гнёзда в различных полостях, а взрослые самки охотятся на личинок насекомых, в которых происходит развитие личинок ос.